# Llista d'ocells de la península Ibèrica

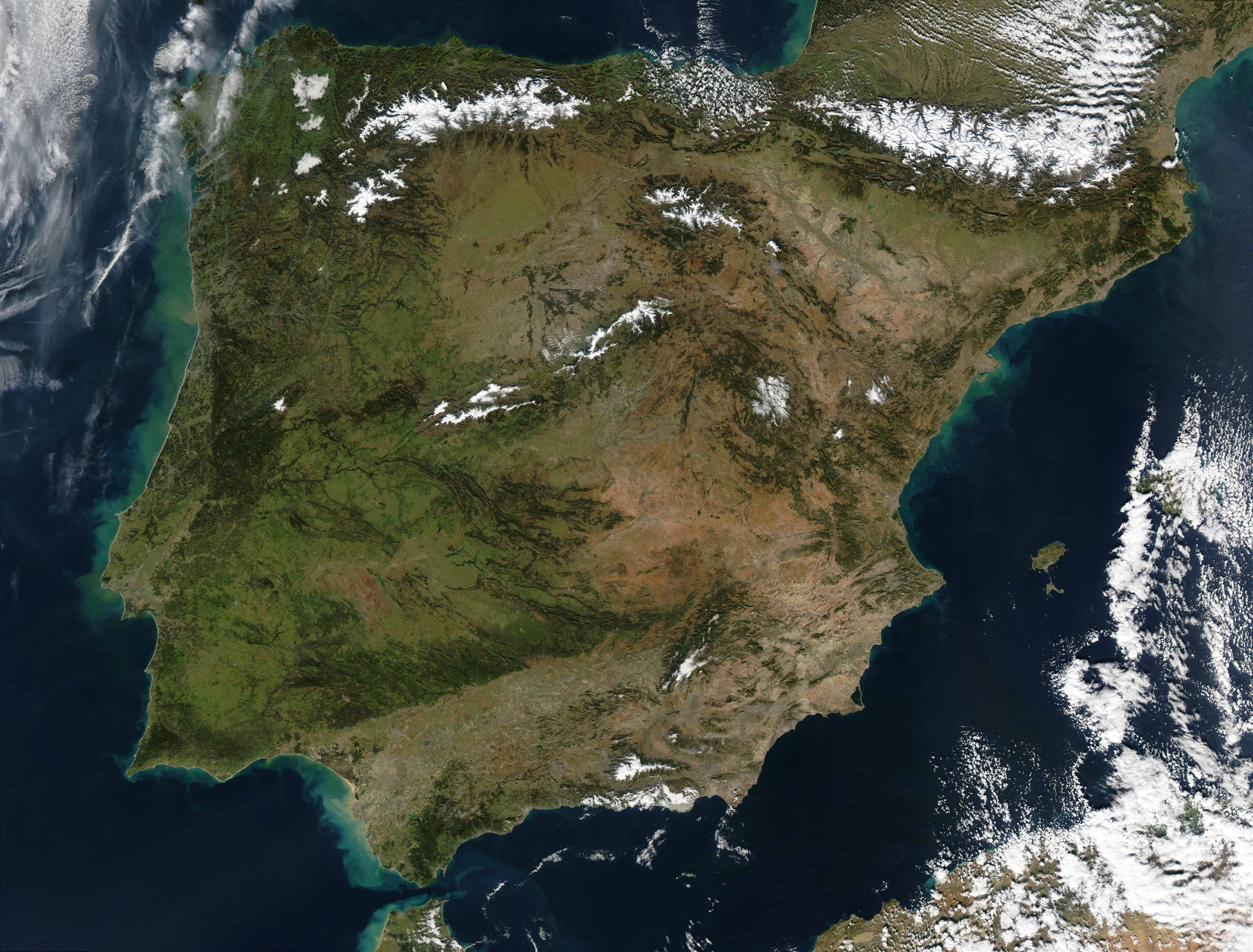
Fotografia des d'un satèl·lit de la península Ibèrica

Aquesta llista d'ocells de la península Ibèrica recull les 346 espècies d'ocells descrites a la península Ibèrica d'una manera consistent. Es compten les espècies amb colònies estables o que hi passen regularment. S'han descartat els ocells observats de manera ocasional, però si s'inclogueren aquestes espècies ocasionals la xifra augmenta fins a 545 espècies (vegeu la llista d'ocells accidentals de la península Ibèrica). Una d'aquestes espècies és endèmica, nou es troben globalment amenaçades d'extinció, set van ser introduïdes per l'home i una més va ser reintroduïda després d'haver-se extingit a la península.
Les espècies incloses en aquest annex són les que reconeix:
- la Societat Espanyola d'Ornitologia (SEO), per a Espanya),[2]
- la Sociedade Portuguesa para o Estudo das Aves (SPEA), per a Portugal.[3]

Per a les denominacions en català, a més de consultar els articles principals, s'ha seguit el criteri que apareix a Avibase.

## Gaviiformes

### Gaviidae
| Espècie        | Nom comú        | Distribució                 | Mesures                 | Foto            |
| -------------- | --------------- | --------------------------- | ----------------------- | --------------- |
| Gavia arctica  | Calàbria agulla | Nord-amèrica                | L: 63 - 75 E: 100 - 127 | Calàbria agulla |
| Gavia immer    | Calàbria grossa | Euràsia i Nord-amèrica      | L: 73 - 88 E: 122 - 148 | Calàbria grossa |
| Gavia stellata | Calàbria petita | Euràsia i Nord-amèrica Sons | L: 55 - 67 E: 91 - 110  | Calàbria petita |

## Podicipediformes

### Podicipedidae
| Espècie                | Nom comú                                    | Distribució               | Mesures               | Foto                                        |
| ---------------------- | ------------------------------------------- | ------------------------- | --------------------- | ------------------------------------------- |
| Podiceps auritus       | Cabussó orellut                             | Euràsia                   | L: 31 - 38 E: 46 - 55 | Cabussó orellut                             |
| Podiceps cristatus     | Cabussó emplomallat, cabrellot, soterí gros | Euràsia, Àfrica i Oceania | L: 46 - 51 E: 59 - 73 | Cabussó emplomallat, cabrellot, soterí gros |
| Podiceps grisegena     | Cabussó gris                                | Euràsia i Nord-amèrica    | L: 40 - 46            | Cabussó gris                                |
| Podiceps nigricollis   | Cabussó de coll negre, cabussonera          | Euràsia, Àfrica i Amèrica | L: 28 - 34            | Cabussó de coll negre, cabussonera          |
| Tachybaptus ruficollis | Cabusset, cabussonet, setmesó               | Euràsia, Àfrica i Oceania | L: 23 - 29            | Cabusset                                    |

## Procellariiformes

### Procellariidae
| Espècie               | Nom comú                                              | Distribució                                                   | Mesures                 | Foto                              |
| --------------------- | ----------------------------------------------------- | ------------------------------------------------------------- | ----------------------- | --------------------------------- |
| Calonectris diomedea  | Baldriga cendrosa, virot gros                         | Mediterrani i Atlàntic nord                                   | L: 45 - 56 E: 112 - 126 | Baldriga cendrosa, virot gros     |
| Fulmarus glacialis    | Fulmar boreal                                         | Pacífic i nord de l'Atlàntic                                  | L: 43 - 52 E: 101 - 117 | Fulmar boreal                     |
| Puffinus gravis       | Baldriga capnegra, virot capnegre                     | Atlàntic                                                      | L: 43- 51 E: 105 - 122  | Baldriga capnegra, virot capnegre |
| Puffinus griseus      | Baldriga grisa                                        | Atlàntic i Pacífic                                            | L: 40 - 50 E: 95 - 110  | Baldriga grisa                    |
| Puffinus mauretanicus | Baldriga balear, baldriga pufí baleàrica, virot petit | Mediterrani i nord de l'Atlàntic. Cria tan sols a les Balears | L: 34 - 39 E: 78 - 90   | Baldriga balear                   |
| Puffinus puffinus     | Baldriga pufí                                         | Atlàntic                                                      | L: 25 - 30 E: 58 - 67   | Baldriga pufí                     |
| Puffinus yelkouan     | Baldriga mediterrània                                 | Mediterrani i mar Negre, i escàs a la costa atlàntica.        | L: 34 - 39 E: 78 - 90   | Baldriga mediterrània             |

### Hydrobatidae
| Espècie               | Nom comú           | Distribució                                 | Mesures               | Foto              |
| --------------------- | ------------------ | ------------------------------------------- | --------------------- | ----------------- |
| Hydrobates pelagicus  | Ocell de tempesta  | Nord de l'Atlàntic i Mediterrani occidental | L: 15 - 16 E: 37 - 41 | Ocell de tempesta |
| Oceanodroma castro    | Petrell de Madeira | Atlàntic i Pacífic                          | L: 19 - 21 E: 43 - 46 | Sense Imatge      |
| Oceanodroma leucorhoa | Petrell cuaforcat  | Nord de l'Atlàntic                          | L: 18 - 21 E: 43 - 48 | Petrell cuaforcat |

## Pelecaniformes

### Sulidae
| Espècie        | Nom comú                  | Distribució        | Mesures                 | Foto           |
| -------------- | ------------------------- | ------------------ | ----------------------- | -------------- |
| Morus bassanus | Mascarell comú o atlàntic | Nord de l'Atlàntic | L: 85 - 97 E: 170 - 192 | Mascarell comú |

### Phalacrocoracidae
| Espècie                   | Nom comú              | Distribució                    | Mesures                 | Foto                  |
| ------------------------- | --------------------- | ------------------------------ | ----------------------- | --------------------- |
| Phalacrocorax aristotelis | Corb marí emplomallat | Àfrica i Euràsia               | L: 68 - 78 E: 95 - 110  | Corb marí emplomallat |
| Phalacrocorax carbo       | Corb marí gros        | Àfrica, Euràsia i Nord-amèrica | L: 77 - 94 E: 121 - 149 | Corb marí gros        |

## Ciconiiformes

### Ardeidae
| Espècie               | Nom comú        | Distribució                        | Mesures                  | Foto            |
| --------------------- | --------------- | ---------------------------------- | ------------------------ | --------------- |
| Ardea alba            | Agró blanc      | Àfrica i Euràsia                   | L: 84 - 102 E: 155 - 175 | Agró blanc      |
| Ardea cinerea         | Bernat pescaire | Àfrica i Euràsia                   | L: 70 - 90 E: 110 - 145  | Bernat pescaire |
| Ardea purpurea        | Agró roig       | Àfrica, Europa i Próxim Orient     | L: 40 - 49 E: 71 - 86    | Agró roig       |
| Ardeola ralloides     | Martinet ros    | Euràsia i Àfrica                   | L: 69 - 81 E: 100 - 130  | Martinet ros    |
| Botaurus stellaris    | Bitó comú       | Àfrica, Euràsia, América i Oceanía | L: 45 - 52 E: 82 - 95    | Bitó comú       |
| Bubulcus ibis         | Esplugabous     | Àfrica, Euràsia, América i Oceania | L: 55 - 65 E: 88 - 106   | Esplugabous     |
| Egretta garzetta      | Martinet blanc  | Àfrica, Euràsia, América i Oceania | L: 85 - 100 E: 145 - 170 | Martinet blanc  |
| Ixobrychus minutus    | Martinet menut  | Àfrica i Euràsia                   | L: 33 - 38 E: 49 - 58    | Martinet menut  |
| Nycticorax nycticorax | Martinet de nit | Àfrica, América i Euràsia          | L: 58 - 65 E: 90 - 100   | Martinet de nit |

### Ciconiidae
| Espècie         | Nom comú       | Distribució      | Mesures                  | Foto           |
| --------------- | -------------- | ---------------- | ------------------------ | -------------- |
| Ciconia ciconia | Cigonya blanca | Àfrica i Euràsia | L: 95 - 110 E: 180 - 218 | Cigonya blanca |
| Ciconia nigra   | Cigonya negra  | Àfrica i Euràsia | L: 90 - 105 E: 173 - 205 | Cigonya negra  |

### Threskiornithidae
| Espècie              | Nom comú            | Distribució                        | Mesures                 | Foto                |
| -------------------- | ------------------- | ---------------------------------- | ----------------------- | ------------------- |
| Geronticus eremita   | Ibis ermità         | Àfrica i Europa                    | L: 70 - 80 E: 120 - 135 | Ibis ermità         |
| Platalea leucorodia  | Becplaner, espàtula | Àfrica i Euràsia                   | L: 80 - 93 E: 120 - 135 | Becplaner, espàtula |
| Plegadis falcinellus | Capó reial          | Àfrica, Euràsia, Amèrica i Oceania | L: 55 - 65 E: 88 - 105  | Capó reial          |

## Falconiformes

### Pandionidae
| Espècie           | Nom comú         | Distribució               | Mesures                 | Foto             |
| ----------------- | ---------------- | ------------------------- | ----------------------- | ---------------- |
| Pandion haliaetus | Àguila pescadora | América, Àfrica i Euràsia | L: 52 - 60 E: 152 - 167 | Àguila pescadora |

### Accipitridae
| Espècie               | Nom comú                    | Distribució                           | Mesures                   | Foto                        |
| --------------------- | --------------------------- | ------------------------------------- | ------------------------- | --------------------------- |
| Accipiter gentilis    | Astor                       | Euràsia i Nord-amèrica                | L: 49 - 64 E: 93 - 127    | Astor                       |
| Accipiter nisus       | Esparver vulgar             | Euràsia                               | L: 29 - 41 E: 58 - 80     | Esparver vulgar             |
| Aegypius monachus     | Voltor negre                | Euràsia                               | L: 100 - 115 E: 250 - 285 | Voltor negre                |
| Aquila adalberti      | Àguila imperial ibèrica     | Península Ibérica                     | L: 72 - 85 E: 180 - 210   | Àguila imperial ibèrica     |
| Aquila chrysaetos     | Àguila daurada              | Euràsia, Nord-amèrica i nord d'Àfrica | L: 80 - 93 E: 190 - 225   | Àguila daurada              |
| Buteo buteo           | Aligot comú                 | Euràsia                               | L: 46 - 58 E: 110 - 132   | Aligot comú                 |
| Circaetus gallicus    | Àguila marcenca             | Euràsia i nord d'Àfrica               | L: 62 - 69 E: 162 - 178   | Àguila marcenca             |
| Circus aeruginosus    | Arpella vulgar              | Euràsia i nord d'Àfrica               | L: 43 - 44 E: 115 - 140   | Arpella vulgar              |
| Circus cyaneus        | Arpella pàl·lida            | Euràsia, Nord-amèrica i nord d'Àfrica | L: 45 - 55 E: 97 - 118    | Arpella pàl·lida            |
| Circus pygargus       | Esparver cendrós            | Euràsia i Àfrica                      | L: 39 - 50 E: 96 - 116    | Esparver cendrós            |
| Elanus caeruleus      | Esparver d'espatlles negres | Àsia, sur de Europa i nord d'Àfrica   | L: 31 - 36 E: 71 - 85     | Esparver d'espatlles negres |
| Gypaetus barbatus     | Trencalòs                   | Àfrica i Euràsia                      | L: 105 - 125 E: 235 - 275 | Trencalòs                   |
| Gyps fulvus           | Voltor comú                 | Euràsia i nord d'Àfrica               | L: 95 - 110 E: 230 - 265  | Voltor comú                 |
| Hieraaetus fasciatus  | Àguila cuabarrada           | Àfrica i Euràsia                      | L: 55 - 65 E: 145 - 165   | Àguila cuabarrada           |
| Hieraaetus pennatus   | Àguila calçada              | Àfrica i Euràsia                      | L: 42 - 51 E: 110 - 135   | Àguila calçada              |
| Milvus migrans        | Milà negre                  | Àfrica, Euràsia i Oceania             | L: 48 - 58 E: 130 - 155   | Milà negre                  |
| Milvus milvus         | Milà real                   | Àfrica i Europa                       | L: 61 - 72 E: 140 - 165   | Milà real                   |
| Neophron percnopterus | Aufrany                     | Euràsia i Àfrica                      | L: 55 - 65 E: 155 - 170   | Aufrany                     |
| Pernis apivorus       | Aligot vesper               | Àfrica i Euràsia                      | L: 52 - 59 E: 113 - 135   | Aligot vesper               |

### Falconidae
| Espècie           | Nom comú          | Distribució                        | Mesures                 | Foto              |
| ----------------- | ----------------- | ---------------------------------- | ----------------------- | ----------------- |
| Falco columbarius | Esmerla           | Euràsia i Nord-amèrica             | L: 26 - 33 E: 55 - 69   | Esmerla           |
| Falco eleonorae   | Falcó de la reina | Área mediterránea                  | L: 36 - 42 E: 87 - 104  | Falcó de la reina |
| Falco naumanni    | Xoriguer petit    | Àfrica i Euràsia                   | L: 27 - 33 E: 63 - 72   | Xoriguer petit    |
| Falco peregrinus  | Falcó pelegrí     | Àfrica, América, Euràsia i Oceania | L: 52 - 59 E: 113 - 135 | Falcó pelegrí     |
| Falco subbuteo    | Falcó mostatxut   | Àfrica i Euràsia                   | L: 29 - 35 E: 70 - 84   |                   |
| Falco tinnunculus | Xoriguer comú     | Àfrica i Euràsia                   | L: 31 - 37 E: 68 - 78   | Xoriguer comú     |
| Falco vespertinus | Falcó cama-roig   | Àfrica i Euràsia                   | L: 28 - 34 E: 65 - 76   | Falcó cama-roig   |

## Phoenicopteriformes

### Phoenicopteridae
| Espècie               | Nom comú | Distribució      | Mesures               | Foto    |
| --------------------- | -------- | ---------------- | --------------------- | ------- |
| Phoenicopterus roseus | Flamenc  | Àfrica i Euràsia | L: 125-145 E: 140-170 | Flamenc |

## Anseriformes

### Anatidae
| Espècie                     | Nom comú                                                               | Distribució                                      | Mesures                 | Foto                                                                   |
| --------------------------- | ---------------------------------------------------------------------- | ------------------------------------------------ | ----------------------- | ---------------------------------------------------------------------- |
| Anas acuta                  | Ànec cuallarg, coer, cua de jonc                                       | Àfrica, Euràsia i Nord-amèrica                   | L: 51 - 62 E: 79 - 87   | Ànec cuallarg, coer, cua de jonc                                       |
| Anas clypeata               | Ànec cullerot, cullerot, bec d'espàtula                                | Euràsia i Nord-amèrica                           | L: 44 - 52 E: 73 - 82   | Ànec cullerot, cullerot, bec d'espàtula                                |
| Anas crecca                 | Xarxet comú, xarxet, sarset, cetla rossa                               | Àfrica, Euràsia i Nord-amèrica                   | L: 34 - 38 E: 53 - 59   | Xarxet comú, xarxet, sarset, cetla rossa                               |
| Anas platyrhynchos          | Ànec collverd, ànec de bosc                                            | Euràsia i Nord-amèrica                           | L: 50 - 60 E: 81 - 95   | Ànec collverd, ànec de bosc                                            |
| Anas querquedula            | Xarrasclet                                                             | Àfrica, Euràsia i Oceanía                        | L: 37 - 41 E: 59 - 67   | Xarrasclet                                                             |
| Anas penelope               | Ànec xiulador, piuló                                                   | Àfrica i Euràsia                                 | L: 42 - 50 E: 71 - 85   | Ànec xiulador, piuló                                                   |
| Anas strepera               | Ànec griset, ànec d'aigua gros                                         | Euràsia, Nord-amèrica i nord d'Àfrica            | L: 46 - 56 E: 78 - 90   | Ànec griset, ànec d'aigua gros                                         |
| Anser albifrons             | Oca riallera grossa                                                    | Euràsia i Nord-amèrica                           | L: 64 - 78 E: 130 - 160 | Oca riallera grossa                                                    |
| Anser anser                 | Oca vulgar                                                             | Euràsia i nord d'Àfrica                          | L: 74 - 84 E: 149 - 168 | Oca vulgar                                                             |
| Anser fabalis               | Oca pradenca, Oca de bec curt                                          | Euràsia                                          | L: 69 - 88 E: 140 - 174 | Oca pradenca, Oca de bec curt                                          |
| Aythya ferina               | Morell cap-roig                                                        | Euràsia                                          | L: 42 - 49 E: 67 - 75   | Morell cap-roig                                                        |
| Aythya fuligula             | Morell de plomall, morell capellut, moretó de plomall, moretó de puput | Euràsia                                          | L: 40 - 47 E: 65 - 72   | Morell de plomall, morell capellut, moretó de plomall, moretó de puput |
| Aythya marila               | Morell buixot                                                          | Euràsia i Nord-amèrica                           | L: 42 - 51 E: 71 - 80   | Morell buixot                                                          |
| Aythya nyroca               | Morell xocolater                                                       | Àfrica i Euràsia                                 | L: 38 - 42 E: 60 - 67   | Morell xocolater                                                       |
| Branta bernicla             | Oca de collar                                                          | Euràsia i Nord-amèrica                           | L: 55 - 62 E: 105 - 117 | Oca de collar                                                          |
| Branta leucopsis            | Oca de galta blanca                                                    | Euràsia i Nord-amèrica                           | L: 58 - 70 E: 120 - 142 | Oca de galta blanca                                                    |
| Bucephala clangula          | Morell d'ulls grocs                                                    | Euràsia i Nord-amèrica                           | L: 40 - 48 E: 62 - 77   | Morell d'ulls grocs                                                    |
| Clangula hyemalis           | Ànec glacial                                                           | Euràsia i Nord-amèrica                           | L: 39 - 47 E: 65 - 82   | Ànec glacial                                                           |
| Marmaronetta angustirostris | Xarxet marbrenc                                                        | Àfrica i Euràsia                                 | L: 39 - 42 E: 63 - 70   | Xarxet marbrenc                                                        |
| Melanitta nigra             | Ànec negre                                                             | Euràsia i nord d'Àfrica                          | L: 44 - 54 E: 70 - 84   |                                                                        |
| Melanitta fusca             | Ànec fosc                                                              | Euràsia i Nord-amèrica                           | L: 51 - 58 E: 79 - 97   | Ànec fosc                                                              |
| Mergus serrator             | Bec de serra mitjà                                                     | Euràsia i Nord-amèrica                           | L: 52 - 58 E: 67 - 82   | Bec de serra mitjà                                                     |
| Netta rufina                | Xibec                                                                  | Euràsia                                          | L: 53 - 57 E: 85 - 90   | Xibec                                                                  |
| Oxyura jamaicensis          | Ànec de Jamaica                                                        | Nord-amèrica, introduïda a les illes britàniques | L: 35 - 43 E: 53 - 62   | Ànec de Jamaica                                                        |
| Oxyura leucocephala         | Ànec capblanc                                                          | Euràsia                                          | L: 43 - 48 E: 62 - 72   | Ànec capblanc                                                          |
| Somateria mollissima        | Èider                                                                  | Euràsia i Nord-amèrica                           | L: 60 - 70 E: 95 - 105  | Èider                                                                  |
| Tadorna ferruginea          | Ànec canyella                                                          | Euràsia i Àfrica                                 | L: 58 - 70 E: 110 - 135 | Ànec canyella                                                          |
| Tadorna tadorna             | Ànec blanc, ànnera blanca                                              | Euràsia                                          | L: 55 - 65 E: 100 - 120 | Ànec blanc                                                             |

## Galliformes

### Tetraonidae
| Espècie          | Nom comú                              | Distribució            | Mesures                | Foto                         |
| ---------------- | ------------------------------------- | ---------------------- | ---------------------- | ---------------------------- |
| Lagopus muta     | Perdiu blanca, perdiu de neu          | Euràsia i Nord-amèrica | L: 34 - 36 E: 54 - 60  | Perdiu blanca, perdiu de neu |
| Tetrao urogallus | Gall fer, gall de bosc, gall salvatge | Euràsia                | L: 60 - 87 E: 87 - 125 | Gall fer                     |

### Phasianidae
| Espècie             | Nom comú                      | Distribució                         | Mesures               | Foto                          |
| ------------------- | ----------------------------- | ----------------------------------- | --------------------- | ----------------------------- |
| Alectoris barbara   | Perdiu d'Àfrica               | Nord d'Àfrica                       | L: 32 - 34 E: 46 - 49 | Perdiu d'Àfrica               |
| Alectoris rufa      | Perdiu roja, perdriu roja     | Europa occidental                   | L: 32 - 34 E: 47 - 50 | Perdiu roja, perdriu roja     |
| Coturnix coturnix   | Guatlla, guatla               | Àfrica i Euràsia                    | L: 16 - 18 E: 32 - 35 | Guatlla, guatla               |
| Perdix perdix       | Perdiu xerra, perdiu, perdriu | Euràsia, introduïda a Nord-amèrica  | L: 29 - 31 E: 45 - 58 | Perdiu xerra, perdiu, perdriu |
| Phasianus colchicus | Faisà                         | Àsia, introduïda a Europa i América | L: 53 - 63 E: 70 - 90 | Faisà                         |

## Gruiformes

### Gruidae
| Espècie   | Nom comú | Distribució      | Mesures                   | Foto |
| --------- | -------- | ---------------- | ------------------------- | ---- |
| Grus grus | Grua     | Euràsia i Àfrica | L: 110 - 120 E: 220 - 245 | Grua |

### Rallidae
| Espècie             | Nom comú                         | Distribució                          | Mesures                | Foto                             |
| ------------------- | -------------------------------- | ------------------------------------ | ---------------------- | -------------------------------- |
| Crex crex           | Guatlla maresa                   | Àfrica i Euràsia                     | L: 27 - 30 E: 46 - 53  | Guatlla maresa                   |
| Fulica atra         | Fotja, fotja vulgar              | Àfrica, Euràsia i Oceania            | L: 36 - 38 E: 70 - 80  | Fotja, fotja vulgar              |
| Fulica cristata     | Fotja banyuda                    | Àfrica i sud de la península Ibèrica | L: 38 - 42 E: 75 - 85  | Fotja banyuda                    |
| Gallinula chloropus | Polla d'aigua, gallineta d'aigua | Àfrica, América i Euràsia            | L: 32 - 35 E: 50 - 55  | Polla d'aigua, gallineta d'aigua |
| Porphyrio porphyrio | Polla blava                      | Àfrica, Euràsia i Oceania            | L: 45 - 50 E: 90 - 100 | Polla blava                      |
| Porzana parva       | Rascletó                         | Àfrica i Euràsia                     | L: 18 - 20 E: 34 - 39  | Rascletó                         |
| Porzana porzana     | Polla pintada                    | Àfrica i Euràsia                     | L: 22 - 24 E: 37 - 42  | Polla pintada                    |
| Porzana pusilla     | Rasclet, picardona               | Àfrica, Euràsia i Oceania            | L: 17 - 19 E: 33 - 37  | Rasclet, picardona               |
| Rallus aquaticus    | Rascló                           | Euràsia i nord d'Àfrica              | L: 23 - 28 E: 38 - 45  | Rascló                           |

### Otidae
| Espècie       | Nom comú      | Distribució             | Mesures                  | Foto          |
| ------------- | ------------- | ----------------------- | ------------------------ | ------------- |
| Otis tarda    | Pioc salvatge | Euràsia i nord d'Àfrica | L: 75 - 105 E: 190 - 260 | Pioc salvatge |
| Tetrax tetrax | Sisó          | Euràsia i nord d'Àfrica | L: 40 - 45 E: 105 - 115  | Sisó          |

## Charadriiformes

### Haematopodidae
| Espècie               | Nom comú     | Distribució | Mesures               | Foto         |
| --------------------- | ------------ | ----------- | --------------------- | ------------ |
| Haematopus ostralegus | Garsa de mar | Euràsia     | L: 40 - 46 E: 80 - 86 | Garsa de mar |

### Recurvirostridae
| Espècie                | Nom comú                                         | Distribució                        | Mesures               | Foto                                             |
| ---------------------- | ------------------------------------------------ | ---------------------------------- | --------------------- | ------------------------------------------------ |
| Himantopus himantopus  | Camallarga, camallonga, cames-llargues, avisador | Àfrica, América, Euràsia i Oceania | L: 35 - 40 E: 67 - 83 | Camallarga, camallonga, cames-llargues, avisador |
| Recurvirostra avosetta | Bec d'alena, primavera, llesna                   | Àfrica i Euràsia                   | L: 42 - 45 E: 77 - 80 | Bec d'alena, primavera, llesna                   |

### Burhinidae
| Espècie             | Nom comú         | Distribució      | Mesures               | Foto             |
| ------------------- | ---------------- | ---------------- | --------------------- | ---------------- |
| Burhinus oedicnemus | Torlit, sebel·lí | Euràsia i Àfrica | L: 40 - 44 E: 77 - 85 | Torlit, sebel·lí |

### Glareolidae
| Espècie             | Nom comú                 | Distribució      | Mesures               | Foto                     |
| ------------------- | ------------------------ | ---------------- | --------------------- | ------------------------ |
| Glareola pratincola | Perdiu de mar, carregada | Àfrica i Euràsia | L: 23 - 26 E: 60 - 65 | Perdiu de mar, carregada |

### Charadriidae
| Espècie                 | Nom comú                                                      | Distribució                        | Mesures               | Foto                                                          |
| ----------------------- | ------------------------------------------------------------- | ---------------------------------- | --------------------- | ------------------------------------------------------------- |
| Charadrius alexandrinus | Corriol camanegre, picaplatges camanegre                      | Àfrica, América i Euràsia          | L: 15 - 17 E: 42 - 45 | Corriol camanegre, picaplatges camanegre                      |
| Charadrius dubius       | Corriolet, corriol petit, picaplatges petit, tiroril·lo menut | Àfrica i Euràsia                   | L: 14 - 17 E: 42 - 48 | Corriolet, corriol petit, picaplatges petit, tiroril·lo menut |
| Charadrius hiaticula    | Corriol gros, picaplatges gros                                | Àfrica, Euràsia i Nord-amèrica     | L: 18 - 20 E: 48 - 57 | Corriol gros, picaplatges gros                                |
| Charadrius morinellus   | Corriol pit-roig, corriol camanegre, fuell de collar          | Euràsia i Àfrica                   | L: 20 - 22 E: 57 - 64 | Corriol pit-roig, corriol camanegre, fuell de collar          |
| Pluvialis apricaria     | Daurada grossa, fusell                                        | Euràsia i Àfrica                   | L: 26 - 29 E: 67 - 76 | Daurada grossa, fusell                                        |
| Pluvialis squatarola    | Pigre gris                                                    | Àfrica, América, Euràsia i Oceania | L: 27 - 30 E: 71 - 83 | Pigre gris                                                    |
| Vanellus vanellus       | Fredeluga, merita, somiafreds, juia de prat                   | Euràsia i nord d'Àfrica            | L: 25 - 28 E: 69 - 81 | Fredeluga, merita, somiafreds, juia de prat                   |

### Scolopacidae
| Espècie               | Nom comú                                    | Distribució                        | Mesures                | Foto                                        |
| --------------------- | ------------------------------------------- | ---------------------------------- | ---------------------- | ------------------------------------------- |
| Actitis hypoleucos    | Xivitona vulgar                             | Àfrica, Euràsia i Oceania          | L: 19 - 21 E: 38 - 41  | Xivitona vulgar                             |
| Arenaria interpres    | Picaplatges, pitnegre, remena-rocs          | Àfrica, Amèrica, Euràsia i Oceania | L: 21 - 25 E: 50 - 57  | Picaplatges, pitnegre, remena-rocs          |
| Calidris alba         | Territ de tres dits                         | Àfrica, Amèrica, Euràsia i Oceania | L: 20 - 21 E: 40 - 45  | Territ de tres dits                         |
| Calidris alpina       | Territ variant                              | Àfrica, Amèrica i Euràsia          | L: 16 - 22 E: 38 - 45  | Territ variant                              |
| Calidris canutus      | Territ gros                                 | Àfrica, Amèrica, Euràsia i Oceania | L: 23 - 25 E: 57 - 61  | Territ gros                                 |
| Calidris ferruginea   | Territ becllarg                             | Àfrica, Euràsia i Oceania          | L: 18 - 23 E: 42 - 46  | Territ becllarg                             |
| Calidris maritima     | Territ fosc                                 | Euràsia i Nord-amèrica             | L: 20 - 22 E: 42 - 46  | Territ fosc                                 |
| Calidris minuta       | Territ menut, terretitona                   | Euràsia i Àfrica                   | L: 12 - 14 E: 34 - 37  | Territ menut, terretitona                   |
| Calidris temminckii   | Territ de Temminck                          | Euràsia i Àfrica                   | L: 13 - 15 E: 34 - 37  | Territ de Temminck                          |
| Gallinago gallinago   | Becadell comú, bequeruda, becassina, cegall | Euràsia i Àfrica                   | L: 25 - 27 E: 44 - 47  | Becadell comú, bequeruda, becassina, cegall |
| Limosa lapponica      | Tètol cuabarrat                             | Àfrica, Euràsia i Oceania          | L: 37 - 41 E: 70 - 80  | Tètol cuabarrat                             |
| Limosa limosa         | Tètol cuanegre                              | Àfrica, Euràsia i Oceania          | L: 40 - 44 E: 70 - 82  | Tètol cuanegre                              |
| Lymnocryptes minimus  | Becadell sord, cegall menut, bequet         | Euràsia i Àfrica                   | L: 17 - 29 E: 38 - 42  | Becadell sord, cegall menut, bequet         |
| Numenius arquata      | Becut                                       | Euràsia i Àfrica                   | L: 50 - 60 E: 80 - 100 | Becut                                       |
| Numenius phaeopus     | Polit cantaire                              | Àfrica, Amèrica, Euràsia i Oceania | L: 40 - 46 E: 76 - 89  | Polit cantaire                              |
| Phalaropus fulicarius | Escuraflascons becgròs                      | Euràsia i Nord-amèrica             | L: 20 - 22 E: 40 - 4   | Escuraflascons becgròs                      |
| Phalaropus lobatus    | Escuraflascons becfí                        | Euràsia i Nord-amèrica             | L: 18 - 19 E: 33 - 36  | Escuraflascons becfí                        |
| Philomachus pugnax    | Batallaire, redonell                        | Euràsia, Àfrica i Oceania          | L: 20 - 32 E: 48 - 58  | Batallaire, redonell                        |
| Scolopax rusticola    | Becada                                      | Euràsia                            | L: 33 - 35 E: 56 - 60  | Becada                                      |
| Tringa erythropus     | Gamba roja pintada                          | Àfrica, Euràsia i Oceania          | L: 29 - 32 E: 61 - 67  | Gamba roja pintada                          |
| Tringa glareola       | Valona                                      | Àfrica i Euràsia                   | L: 19 - 21 E: 56 - 57  | Valona                                      |
| Tringa nebularia      | Gamba verda                                 | Àfrica, Euràsia i Oceania          | L: 30 - 34 E: 68 - 70  | Gamba verda                                 |
| Tringa ochropus       | Xivita, xerlovita, becassineta              | Euràsia i Àfrica                   | L: 21 - 24 E: 57 - 61  | Xivita, xerlovita, becassineta              |
| Tringa stagnatilis    | Siseta                                      | Àfrica, Euràsia i Oceania          | L: 22 - 25 E: 55 - 59  | Siseta                                      |
| Tringa totanus        | Gamba roja vulgar, tifort                   | Euràsia i nord d'Àfrica            | L: 27 - 29 E: 59 - 66  | Gamba roja vulgar, tifort                   |

### Turnicidae
| Espècie          | Nom comú         | Distribució                                  | Mesures               | Foto             |
| ---------------- | ---------------- | -------------------------------------------- | --------------------- | ---------------- |
| Turnix sylvatica | Guatlla andalusa | Nord d'Àfrica, sud d'Àsia, Península Ibèrica | L: 15 - 16 E: 25 - 30 | Guatlla andalusa |

### Stercorariidae
| Espècie                  | Nom comú            | Distribució                               | Mesures                 | Foto                |
| ------------------------ | ------------------- | ----------------------------------------- | ----------------------- | ------------------- |
| Stercorarius longicaudus | Paràsit cuallarg    | Euràsia, Nord-amèrica, Atlàntic i Pacífic | L: 48 - 53 E: 105 - 115 | Paràsit cuallarg    |
| Stercorarius parasiticus | Paràsit cuapunxegut | Euràsia, Nord-amèrica, Atlàntic i Pacífic | L: 41 - 46 E: 110 - 120 | Paràsit cuapunxegut |
| Stercorarius pomarinus   | Paràsit cuaample    | Euràsia, Nord-amèrica, Atlàntic i Pacífic | L: 46 - 51 E: 125 - 135 | Paràsit cuaample    |
| Stercorarius skua        | Paràsit gros        | Europa i Atlàntic                         | L: 53 - 58 E: 135 - 145 | Paràsit gros        |

### Laridae
| Espècie              | Nom comú                             | Distribució                                 | Mesures                 | Foto                                 |
| -------------------- | ------------------------------------ | ------------------------------------------- | ----------------------- | ------------------------------------ |
| Larus argentatus     | Gavià argentat de potes roses        | Euràsia i Nord-amèrica                      | L: 52 - 64 E: 138 - 150 | Gavià argentat de potes roses        |
| Larus audouinii      | Gavina corsa, gavina roja            | Mar Mediterrani                             | L: 48 - 52 E: 125 - 140 | Gavina corsa, gavina roja            |
| Larus canus          | Gavina cendrosa                      | Euràsia i Nord-amèrica                      | L: 40 - 42 E: 110 - 120 | Gavina cendrosa                      |
| Larus fuscus         | Gavià fosc                           | Europa i Atlàntic                           | L: 52 - 60 E: 135 - 150 | Gavià fosc                           |
| Larus genei          | Gavina capblanca, gavina de bec prim | Mar Mediterrani i Oceà Índic                | L: 42 - 44 E: 100 - 110 | Gavina capblanca, gavina de bec prim |
| Larus marinus        | Gavinot                              | Atlàntic nord                               | L: 67 - 78 E: 150 - 165 | Gavinot                              |
| Larus melanocephalus | Gavina capnegra, gavina de cap negre | Mediterrani i costes atlàntiques europees   | L: 36 - 38 E: 100 - 110 | Gavina capnegra, gavina de cap negre |
| Larus michahellis    | Gavià argentat                       | Mediterrani, i costes atlàntiques ibèriques | L: 55 - 67 E: 138 - 155 | Gavià argentat                       |
| Larus minutus        | Gavina menuda, gavinó                | Euràsia, Atlàntic i Mediterrani             | L: 25 - 27 E: 75 - 80   | Gavina menuda, gavinó                |
| Larus ridibundus     | Gavina vulgar                        | Euràsia, Nord-amèrica, Atlàntic i Pacífic   | L: 36 - 38 E: 100 - 110 | Gavina vulgar                        |
| Larus sabini         | Gavina cuaforcada                    | Euràsia, Nord-amèrica, Atlàntic i Pacífic   | L: 27 - 32 E: 90 - 100  | Gavina cuaforcada                    |
| Rissa tridactyla     | Gavineta de tres dits                | Àrtic, Atlàntic nord i Pacífic nord         | L: 38 - 40 E: 95 - 120  | Gavineta de tres dits                |

### Sternidae
| Espècie                 | Nom comú           | Distribució                                                    | Mesures                 | Foto               |
| ----------------------- | ------------------ | -------------------------------------------------------------- | ----------------------- | ------------------ |
| Chlidonias hybridus     | Fumarell carablanc | Costes d'Euràsia, Àfrica i Oceania                             | L: 23 - 25 E: 74 - 78   | Fumarell carablanc |
| Chlidonias niger        | Fumarell negre     | Atlàntic nord                                                  | L: 22 - 24 E: 64 - 68   | Fumarell negre     |
| Chlidonias leucopterus  | Fumarell alablanc  | Costes d'Euràsia, Àfrica i Oceania                             | L: 20 - 23 E: 63 - 67   | Fumarell alablanc  |
| Gelochelidon nilotica   | Curroc             | Costes d'Euràsia, Àfrica, Amèrica i Oceania                    | L: 35 - 38 E: 100 - 115 | Curroc             |
| Hydroprogne caspia      | Xatrac gros        | Costes d'Euràsia, Àfrica, Amèrica i Oceania                    | L: 47 - 54 E: 130 - 145 | Xatrac gros        |
| Sternula albifrons      | Xatrac menut       | Costes d'Euràsia, Àfrica i Oceania                             | L: 22 - 24 E: 51 - 56   | Xatrac menut       |
| Sterna dougallii        | Xatrac rosat       | Costes de l'Atlàntic, Pacífic i Índic                          | L: 33 - 38 E: 72 - 80   | Xatrac rosat       |
| Sterna hirundo          | Xatrac comú        | Costes de l'Atlàntic, Pacífic i Índic                          | L: 31 - 35 E: 75 - 85   | Xatrac comú        |
| Sterna paradisaea       | Xatrac àrtic       | Costes de l'Àrtic i Antàrtic i, de pas, a l'Atlàntic i Pacífic | L: 33 - 38 E: 75 - 85   | Xatrac àrtic       |
| Thalasseus bengalensis  | Xatrac bengalí     | Costes de l'Índic, Pacífic i mar Mediterrani                   | L: 36 - 41 E: 95 - 110  | Xatrac bengalí     |
| Thalasseus sandvicensis | Xatrac becllarg    | Costes de l'Atlàntic, Índic i Pacífic americà                  | L: 36 - 41 E: 95 - 105  | Xatrac becllarg    |

### Alcidae
| Espècie            | Nom comú       | Distribució                            | Mesures               | Foto           |
| ------------------ | -------------- | -------------------------------------- | --------------------- | -------------- |
| Alle alle          | Gavotí         | Atlàntic nord                          | L: 17 19 E: 34 - 38   | Gavotí         |
| Alca torda         | Gavot, pingdai | Atlàntic nord i Mediterrani occidental | L: 37 - 39 E: 63 - 68 | Gavot, pingdai |
| Fratercula arctica | Fraret         | Atlàntic nord i Mediterrani occidental | L: 26 - 30 E: 47 - 63 | Fraret         |
| Uria aalge         | Somorgollaire  | Atlàntic nord                          | L: 38 - 43 E: 64 - 73 | Somorgollaire  |

## Pterocliformes

### Pteroclidae
| Espècie              | Nom comú                 | Distribució             | Mesures               | Foto                     |
| -------------------- | ------------------------ | ----------------------- | --------------------- | ------------------------ |
| Pterocles alchata    | Ganga, perdiu de garriga | Euràsia i nord d'Àfrica | L: 31 - 39 E: 54 - 65 | Ganga, perdiu de garriga |
| Pterocles orientalis | Xurra                    | Euràsia i nord d'Àfrica | L: 33 - 35 E: 70 - 73 | Xurra                    |

## Columbiformes

### Columbidae
| Espècie               | Nom comú                | Distribució                                              | Mesures               | Foto                    |
| --------------------- | ----------------------- | -------------------------------------------------------- | --------------------- | ----------------------- |
| Columba livia         | Colom, colom roquer     | Euràsia i nord d'Àfrica, introduïdes en la resta del món | L: 31 - 34 E: 63 - 70 | Colom, colom roquer     |
| Columba oenas         | Xixella, xixell         | Euràsia i nord d'Àfrica                                  | L: 32 - 34 E: 63 - 69 | Xixella, xixell         |
| Columba palumbus      | Tudó                    | Euràsia i nord d'Àfrica                                  | L: 40 - 42 E: 75 - 80 | Tudó                    |
| Streptopelia decaocto | Tórtora turca           | Euràsia i nord d'Àfrica                                  | L: 31 - 33 E: 47 - 55 | Tórtora turca           |
| Streptopelia turtur   | Tórtora, tórtora vulgar | Euràsia i nord d'Àfrica                                  | L: 26 - 28 E: 47 - 53 | Tórtora, tórtora vulgar |

## Cuculiformes

### Cuculidae
| Espècie             | Nom comú                            | Distribució             | Mesures               | Foto                                |
| ------------------- | ----------------------------------- | ----------------------- | --------------------- | ----------------------------------- |
| Clamator glandarius | Cucut reial, cobatxos, cucut garser | Euràsia i nord d'Àfrica | L: 38 - 40 E: 58 - 61 | Cucut reial, cobatxos, cucut garser |
| Cuculus canorus     | Cucut                               | Euràsia i nord d'Àfrica | L: 32 - 34 E: 55 - 60 | Cucut                               |

## Strigiformes

### Tytonidae
| Espècie   | Nom comú           | Distribució                        | Mesures               | Foto               |
| --------- | ------------------ | ---------------------------------- | --------------------- | ------------------ |
| Tyto alba | Òliba, òbila, mifa | Àfrica, Amèrica, Euràsia i Oceania | L: 33 - 35 E: 85 - 93 | Òliba, òbila, mifa |

### Strigidae
| Espècie           | Nom comú                                                                   | Distribució               | Mesures                 | Foto                                                                       |
| ----------------- | -------------------------------------------------------------------------- | ------------------------- | ----------------------- | -------------------------------------------------------------------------- |
| Otus scops        | Xot                                                                        | Àfrica i Euràsia          | L: 19 - 20 E: 53 - 63   | Xot                                                                        |
| Bubo bubo         | Duc                                                                        | Euràsia i nord d'Àfrica   | L: 60 - 75 E: 160 - 168 | Duc                                                                        |
| Athene noctua     | Mussol comú, miula, xot                                                    | Euràsia i nord d'Àfrica   | L: 21 - 23 E: 54 - 58   | Mussol comú, miula, xot                                                    |
| Strix aluco       | Gamarús, cabrota, caro, cabra fera, gall carboner, agaús, busaroca, cabeca | Euràsia i nord d'Àfrica   | L: 37 - 39 E: 94 - 104  | Gamarús, cabrota, caro, cabra fera, gall carboner, agaús, busaroca, cabeca |
| Asio otus         | Mussol banyut                                                              | Euràsia i Nord-amèrica    | L: 35 - 37 E: 90 - 100  | Mussol banyut                                                              |
| Asio flammeus     | Mussol emigrant, mussol marí                                               | Àfrica, Amèrica i Euràsia | L: 37 - 39 E: 95 - 110  | Mussol emigrant, mussol marí                                               |
| Aegolius funereus | Mussol pirinenc, mussol de Tengmalm                                        | Euràsia i Nord-amèrica    | L: 24 - 26 E: 54 - 62   | Mussol pirinenc, mussol de Tengmalm                                        |

## Caprimulgiformes

### Caprimulgidae
| Espècie                | Nom comú       | Distribució                           | Mesures               | Foto           |
| ---------------------- | -------------- | ------------------------------------- | --------------------- | -------------- |
| Caprimulgus europaeus  | Enganyapastors | Euràsia i nord d'Àfrica               | L: 26 - 28 E: 57 - 64 | Enganyapastors |
| Caprimulgus ruficollis | Siboc          | Àfrica occidental i Península Ibèrica | L: 30 - 32 E: 65 - 68 | Siboc          |

## Apodiformes

### Apodidae
| Espècie       | Nom comú                                            | Distribució                          | Mesures               | Foto                          |
| ------------- | --------------------------------------------------- | ------------------------------------ | --------------------- | ----------------------------- |
| Apus apus     | Falciot negre                                       | Àfrica i Euràsia                     | L: 16 - 17 E: 42 - 48 | Falciot negre                 |
| Apus caffer   | Falciot cuablanc africà                             | Àfrica i sur de la península Ibèrica | L: 14 E: 34 - 36      | Falciot cuablanc africà       |
| Apus melba    | Ballester, avió, falzia reial                       | Àfrica i Euràsia                     | L: 20 - 22 E: 54 - 60 | Ballester, avió, falzia reial |
| Apus pallidus | Falciot pàl·lid, falcillot pàl·lid, falzia pàl·lida | Àfrica i Euràsia                     | L: 16 -17 E: 42 - 46  | Falciot pàl·lid               |

## Coraciiformes

### Alcedinidae
| Espècie       | Nom comú              | Distribució             | Mesures               | Foto                  |
| ------------- | --------------------- | ----------------------- | --------------------- | --------------------- |
| Alcedo atthis | Blauet, arner, blavet | Euràsia i nord d'Àfrica | L: 16 - 17 E: 24 - 26 | Blauet, arner, blavet |

### Meropidae
| Espècie         | Nom comú  | Distribució      | Mesures               | Foto      |
| --------------- | --------- | ---------------- | --------------------- | --------- |
| Merops apiaster | Abellerol | Àfrica i Euràsia | L: 27 - 29 E: 44 - 49 | Abellerol |

### Coraciidae
| Espècie           | Nom comú  | Distribució      | Mesures               | Foto      |
| ----------------- | --------- | ---------------- | --------------------- | --------- |
| Coracias garrulus | Gaig blau | Àfrica i Euràsia | L: 30 - 32 E: 66 - 73 | Gaig blau |

### Upupidae
| Espècie     | Nom comú      | Distribució      | Mesures               | Foto  |
| ----------- | ------------- | ---------------- | --------------------- | ----- |
| Upupa epops | Puput, palput | Àfrica i Euràsia | L: 26 - 28 E: 42 - 46 | Puput |

## Piciformes

### Picidae
| Espècie              | Nom comú                                | Distribució             | Mesures               | Foto                                    |
| -------------------- | --------------------------------------- | ----------------------- | --------------------- | --------------------------------------- |
| Dendrocopos major    | Picot garser gros                       | Euràsia i nord d'Àfrica | L: 22 - 23 E: 34 - 39 | Picot garser gros                       |
| Dendrocopos medius   | Picot garser mitjà                      | Europa i Pròxim Orient  | L: 20 - 22 E: 33 - 34 | Picot garser mitjà                      |
| Dendrocopos leucotos | Picot garser dorsiblanc                 | Euràsia                 | L: 24 - 26 E: 38 - 40 | Picot garser dorsiblanc                 |
| Dendrocopos minor    | Picot garser petit                      | Euràsia nord d'Àfrica   | L: 14 - 15 E: 25 - 27 | Picot garser petit                      |
| Dryocopus martius    | Picot negre, pigot negre, formiguer     | Euràsia                 | L: 45 - 47 E: 64 - 68 | Picot negre, pigot negre, formiguer     |
| Jynx torquilla       | Colltort, formiguer, llenguerut, blauet | Àfrica i Euràsia        | L: 16 - 17 E: 25 - 27 | Colltort, formiguer, llenguerut, blauet |
| Picus viridis        | Picot verd                              | Euràsia                 | L: 31 - 33 E: 40 - 42 | Picot verd                              |

## Passeriformes

### Alaudidae
| Espècie                   | Nom comú                              | Distribució                             | Mesures      | Foto                                  |
| ------------------------- | ------------------------------------- | --------------------------------------- | ------------ | ------------------------------------- |
| Alauda arvensis           | Alosa, terrola, alosa vulgar o comuna | Euràsia i nord d'Àfrica                 | L: 17 - 18   | Alosa, terrola, alosa vulgar o comuna |
| Calandrella brachydactyla | Terrerola vulgar, terrola, terrolot   | Euràsia i nord d'Àfrica                 | L: 13 - 14   | Terrerola vulgar, terrola, terrolot   |
| Calandrella rufescens     | Terrerola rogenca o terrolot de prat  | Àsia, Península Ibèrica i nord d'Àfrica | L: 13 - 14   | Terrerola rogenca o terrolot de prat  |
| Chersophilus duponti      | Alosa becuda                          | Àrea mediterrània                       | L: 17 - 18   | Alosa becuda                          |
| Galerida cristata         | Cogullada vulgar                      | Euràsia i Àfrica                        | L: 17 - 19   | Cogullada vulgar                      |
| Galerida theklae          | Cogullada fosca, cucullada            | Àfrica i Península Ibèrica              | L: 15 - 17   | Cogullada fosca, cucullada            |
| Lullula arborea           | Cotoliu, cogullada petita, llausetina | Euràsia i nord d'Àfrica                 | L: 13,5 - 15 | Cotoliu, cogullada petita, llausetina |
| Melanocorypha calandra    | Calàndria                             | Euràsia i nord d'Àfrica                 | L: 18 - 19   | Calàndria                             |

### Hirundinidae
| Espècie                | Nom comú                                     | Distribució                               | Mesures              | Foto                                         |
| ---------------------- | -------------------------------------------- | ----------------------------------------- | -------------------- | -------------------------------------------- |
| Delichon urbicum       | Oreneta cuablanca, cabot                     | Euràsia i Àfrica                          | L: 12,5              | Oreneta cuablanca, cabot                     |
| Hirundo rustica        | Oreneta, oronella, oroneta                   | Àfrica, Amèrica, Euràsia i nord d'Oceania | L: 13 - 19 E: 6 - 12 | Oreneta, oronella, oroneta                   |
| Hirundo daurica        | Oreneta cua-rogenca, oronella coa-rogenca    | Àfrica, Euràsia i nord d'Oceania          | L: 14 - 18 E: 7 - 11 | Oreneta cua-rogenca, oronella coa-rogenca    |
| Ptyonoprogne rupestris | Roquerol, cabot de roca                      | Àfrica i Euràsia                          | L: 14 - 15           | Roquerol, cabot de roca                      |
| Riparia riparia        | Oreneta de ribera, cabot de vorera, parpalló | Àfrica, Amèrica i Euràsia                 | L: 12 - 13           | Oreneta de ribera, cabot de vorera, parpalló |

### Motacillidae
| Espècie           | Nom comú                                            | Distribució                             | Mesures      | Foto                                                |
| ----------------- | --------------------------------------------------- | --------------------------------------- | ------------ | --------------------------------------------------- |
| Anthus campestris | Trobat, titeta d'estiu                              | Euràsia i nord d'Àfrica                 | L: 15,5 - 18 | Trobat, titeta d'estiu                              |
| Anthus cervinus   | Piula gola-roja, titeta gola-roja, titina gola-roja | Euràsia, Nord-amèrica i nord d'Àfrica   | L: 14 - 15   | Piula gola-roja, titeta gola-roja, titina gola-roja |
| Anthus petrosus   | Grasset de costa                                    | Costa atlàntica europea i nord-africana | L: 15,5 - 17 | Grasset de costa                                    |
| Anthus pratensis  | Titella, titeta, titina sorda                       | Euràsia i nord d'Àfrica                 | L: 14 - 15,5 | Titella, titeta, titina sorda                       |
| Anthus richardi   | Titina de Richard                                   | Euràsia                                 | L: 17 - 20   | Titina de Richard                                   |
| Anthus spinoletta | Grasset, titina o titeta de muntanya                | Euràsia i nord d'Àfrica                 | L: 15,5 - 17 | Grasset, titina o titeta de muntanya                |
| Anthus trivialis  | Piula dels arbres, titina d'arbre                   | Euràsia i nord d'Àfrica                 | L: 14 - 16   | Piula dels arbres, titina d'arbre                   |
| Motacilla alba    | Cuereta blanca, cueta blanca, titina blanca         | Euràsia i nord d'Àfrica                 | L: 16,5 - 19 | Cuereta blanca, cueta blanca, titina blanca         |
| Motacilla cinerea | Cuereta torrentera                                  | Àfrica, Euràsia i Nova Guinea           | L: 17 - 20   | Cuereta torrentera                                  |
| Motacilla flava   | Cuereta groga                                       | Euràsia, Àfrica i Nord-amèrica          | L: 15 - 16   | Cuereta groga                                       |

### Regulidae
| Espècie              | Nom comú                                   | Distribució            | Mesures      | Foto                                       |
| -------------------- | ------------------------------------------ | ---------------------- | ------------ | ------------------------------------------ |
| Regulus ignicapillus | Bruel, reiet o reietó cellablanc           | Europa i nord d'Àfrica | L: 9 - 10    | Bruel, reiet o reietó cellablanc           |
| Regulus regulus      | Reietó, reietó d'hivern o mosquiter reietó | Euràsia                | L: 8,5 - 9,5 | Reietó, reietó d'hivern o mosquiter reietó |

### Cinclidae
| Espècie         | Nom comú                 | Distribució | Mesures    | Foto                     |
| --------------- | ------------------------ | ----------- | ---------- | ------------------------ |
| Cinclus cinclus | Merla d'aigua, aigüerola | Euràsia     | L: 17 - 20 | Merla d'aigua, aigüerola |

### Troglodytidae
| Espècie                 | Nom comú | Distribució            | Mesures     | Foto     |
| ----------------------- | -------- | ---------------------- | ----------- | -------- |
| Troglodytes troglodytes | Cargolet | Euràsia i Nord-amèrica | L: 9 - 10,5 | Cargolet |

### Prunellidae
| Espècie            | Nom comú                                    | Distribució | Mesures      | Foto                         |
| ------------------ | ------------------------------------------- | ----------- | ------------ | ---------------------------- |
| Prunella modularis | Pardal de bardissa, xalambrí                | Euràsia     | L: 13 - 14,5 | Pardal de bardissa, xalambrí |
| Prunella collaris  | Cercavores, bardisser, xalambrí de muntanya | Euràsia     | L: 15 - 17,5 | Cercavores                   |

### Turdidae
| Espècie              | Nom comú                        | Distribució                                   | Mesures      | Foto                                                                                 |
| -------------------- | ------------------------------- | --------------------------------------------- | ------------ | ------------------------------------------------------------------------------------ |
| Monticola saxatilis  | Merla roquera                   | Àfrica i Euràsia                              | L: 17 - 20   | Merla roquera                                                                        |
| Monticola solitarius | Merla blavacant                 | Euràsia i nórte d'Àfrica                      | L: 21 - 23   | Merla blavahttp://ibc.lynxeds.com/species/blue-rock-thrush-monticola-solitarius cant |
| Turdus iliacus       | Tord ala-roig, tord cellard     | Euràsia i nord d'Àfrica                       | L: 19 - 23   | Tord ala-roig, tord cellard                                                          |
| Turdus merula        | Merla, merla negra · . (?·pàg.) | Euràsia i nord d'Àfrica, introduïda a Oceania | L: 23,5 - 29 | Merla, merla negra                                                                   |
| Turdus philomelos    | Tord comú, tordanxa             | Euràsia i nord d'Àfrica                       | L: 20 - 22   | Tord comú, tordanxa                                                                  |
| Turdus pilaris       | Griva cerdana, tord burell      | Euràsia                                       | L: 22 - 27   | Griva cerdana, tord burell                                                           |
| Turdus torquatus     | Merla de pit blanc              | Europa i nord d'Àfrica                        | L: 24 - 27   | Merla de pit blanc                                                                   |
| Turdus viscivorus    | Griva                           | Euràsia i nord d'Àfrica                       | L: 26 - 29   | Griva                                                                                |

### Cisticolidae
| Espècie            | Nom comú      | Distribució       | Mesures    | Foto  |
| ------------------ | ------------- | ----------------- | ---------- | ----- |
| Cisticola juncidis | Trist, brusac | Àrea mediterrània | L: 10 - 11 | Trist |

### Sylviidae
| Espècie                    | Nom comú                                                          | Distribució                                | Mesures        | Foto                                                              |
| -------------------------- | ----------------------------------------------------------------- | ------------------------------------------ | -------------- | ----------------------------------------------------------------- |
| Acrocephalus arundinaceus  | Balquer, rossinyol d'aigua, buscarla grossa, busquerot, xitxarrot | Euràsia i Àfrica                           | L: 16 - 20     | Balquer, rossinyol d'aigua, buscarla grossa, busquerot, xitxarrot |
| Acrocephalus melanopogon   | Boscarla, buscarla o xitxarra mostatxuda                          | Euràsia i nord d'Àfrica                    | L: 12 - 13,5   | Sense Imatge                                                      |
| Acrocephalus paludicola    | Boscarla d'aigua                                                  | Euràsia i nord d'Àfrica                    | L: 11,5 - 13   | Boscarla d'aigua                                                  |
| Acrocephalus schoenobaenus | Boscarla dels joncs                                               | Àfrica Euràsia                             | L: 115,5 - 13  | Boscarla dels joncs                                               |
| Acrocephalus scirpaceus    | Boscarla, buscarla o xitxarra de canyar                           | Àfrica i Euràsia                           | L: 12,5 - 14   | Boscarla, buscarla o xitxarra de canyar                           |
| Cettia cetti               | Rossinyol bord o bastard                                          | Euràsia i nord d'Àfrica                    | L: 13 - 14     | Rossinyol bord o bastard                                          |
| Hippolais icterina         | Bosqueta icterina                                                 | Àfrica i Euràsia                           | L: 12 - 13,5   | Bosqueta icterina                                                 |
| Hippolais pallida          | Bosqueta pàl·lida                                                 | Àfrica i Euràsia                           | L: 12 - 14     | Bosqueta pàl·lida                                                 |
| Hippolais polyglotta       | Bosqueta vulgar, busqueta, xenna                                  | Àfrica i Europa                            | L: 12 - 13     | Bosqueta vulgar, busqueta, xenna                                  |
| Locustella luscinioides    | Boscaler comú                                                     | Àfrica i Euràsia                           | L: 13,5 - 15   | Sense Imatge                                                      |
| Locustella naevia          | Boscaler pintat gros                                              | Euràsia i nord d'Àfrica                    | L: 12,5 - 13,5 | Boscaler pintat gros                                              |
| Phylloscopus collybita     | Mosquiter comú, musquetera, ull de bou                            | Euràsia i nord d'Àfrica                    | L: 10 - 12     | Mosquiter comú, musquetera, ull de bou                            |
| Phylloscopus bonelli       | Mosquiter pàl·lid, ull de bou pàl·lid                             | Euràsia i nord d'Àfrica                    | L: 10,5 - 12   | Mosquiter pàl·lid, ull de bou pàl·lid                             |
| Phylloscopus brehmii       | Mosquiter ibèric                                                  | Península Ibérica i Àfrica nord-occidental | L: 10 - 12     | Sense Imatge                                                      |
| Phylloscopus sibilatrix    | Mosquiter xiulaire                                                | Àfrica i Euràsia                           | L: 11 - 12,5   | Mosquiter xiulaire                                                |
| Phylloscopus trochilus     | Mosquiter de passa                                                | Àfrica i Euràsia                           | L: 11 - 12,5   | Mosquiter de passa                                                |
| Sylvia atricapilla         | Tallarol de casquet, busqueret de capell                          | Euràsia i nord d'Àfrica                    | L: 13,5 - 15   | Tallarol de casquet, busqueret de capell                          |
| Sylvia borin               | Tallarol o busqueret gros, busquereta esparverenca                | Àfrica i Euràsia                           | L: 13 - 14,5   | Tallarol o busqueret gros, busquereta esparverenca                |
| Sylvia cantillans          | Tallarol de garriga                                               | Àrea mediterrània                          | L: 12 - 13     | Tallarol de garriga                                               |
| Sylvia communis            | Tallareta vulgar, busqueret de batzer, busquereta de casquet      | Àfrica i Euràsia                           | L: 13 - 15     | Tallareta vulgar, busqueret de batzer, busquereta de casquet      |
| Sylvia conspicillata       | Tallarol o busqueret/a trencamates                                | Àfrica i sur d'Europa                      | L: 12 - 13     | Sense Imatge                                                      |
| Sylvia curruca             | Tallarol xerraire                                                 | Àfrica i Euràsia                           | L: 11,5 - 13,5 | Tallarol xerraire                                                 |
| Sylvia hortensis           | Tallarol emmascarat                                               | Àfrica i Euràsia mediterrània              | L: 15 - 16     | Tallarol emmascarat                                               |
| Sylvia melanocephala       | Tallarol o busquereta capnegra                                    | Àrea mediterrània                          | L: 13 - 14     | Tallarol o busquereta capnegra                                    |
| Sylvia undata              | Tallareta cuallarga o busqueret roig                              | Àrea mediterrània                          | L: 13 - 14     | Tallareta cuallarga o busqueret roig                              |

### Muscicapidae
| Espècie                 | Nom comú | Distribució                       | Mesures        | Foto |
| ----------------------- | --- | --------------------------------- | -------------- | --- |
| Cercotrichas galactotes | Cuaenlairat                                                                                                  | Àfrica i Euràsia                  | L: 15 - 17     | Cuaenlairat                                                                                                  |
| Erithacus rubecula      | Pit-roig, ropit, reientinc                                                                                   | Euràsia i nord d'Àfrica           | L: 12,5 - 14   | Pit-roig, ropit, reientinc                                                                                   |
| Ficedula hypoleuca      | Mastegatatxes                                                                                                | Àfrica i Euràsia                  | L: 12 - 13,5   | Mastegatatxes                                                                                                |
| Luscinia megarhynchos   | Rossinyol | Àfrica i Euràsia                  | L: 15 - 16,5   | Rossinyol |
| Luscinia svecica        | Cotxa blava                                                                                                  | Euràsia i nord d'Àfrica           | L: 13 - 14     | Cotxa blava                                                                                                  |
| Muscicapa striata       | Papamosques gris, matamosques, xícara, jua, enclotxamosques, pagofrigo, menjamosques, petxeta, mastegatatxes | Àfrica i Euràsia                  | L: 13,5 - 15   | Papamosques gris, matamosques, xícara, jua, enclotxamosques, pagofrigo, menjamosques, petxeta, mastegatatxes |
| Oenanthe hispanica      | Còlit ros, coablanca rossa                                                                                   | Àfrica i àrea mediterrània        | L: 13,5 - 15,5 | Còlit ros, coablanca rossa                                                                                   |
| Oenanthe leucura        | Còlit negre                                                                                                  | Nord d'Àfrica i Península Ibèrica | L: 16 - 18     | Sense Imatge                                                                                                 |
| Oenanthe oenanthe       | Còlit gris, coablanca, bitxac rogenc                                                                         | Àfrica i Euràsia                  | L: 14 - 16,5   | Còlit gris, coablanca, bitxac rogenc                                                                         |
| Phoenicurus ochruros    | Cotxa fumada                                                                                                 | Euràsia i nord d'Àfrica           | L: 13 - 14,5   | Cotxa fumada                                                                                                 |
| Phoenicurus phoenicurus | Cotxa cua-roja                                                                                               | Euràsia i Àfrica                  | L: 13 - 14,5   | Cotxa cua-roja                                                                                               |
| Saxicola rubetra        | Bitxac rogenc                                                                                                | Euràsia i Àfrica                  | L: 12 - 14     | Bitxac rogenc                                                                                                |
| Saxicola rubicola       | Bitxac comú, vitrac, cagamànecs                                                                              | Euràsia i nord d'Àfrica           | L: 11,5 - 13   | Bitxac comú, vitrac, cagamànecs                                                                              |

### Timaliidae
| Espècie           | Nom comú                                       | Distribució | Mesures      | Foto                                           |
| ----------------- | ---------------------------------------------- | ----------- | ------------ | ---------------------------------------------- |
| Panurus biarmicus | Mallerenga de bigotis o de canyar, xau o xauet | Euràsia     | L: 14 - 15,5 | Mallerenga de bigotis o de canyar, xau o xauet |

### Aegithalidae
| Espècie             | Nom comú             | Distribució | Mesures    | Foto                 |
| ------------------- | -------------------- | ----------- | ---------- | -------------------- |
| Aegithalos caudatus | Mallerenga cuallarga | Euràsia     | L: 13 - 15 | Mallerenga cuallarga |

### Paridae
| Espècie         | Nom comú                                                 | Distribució             | Mesures      | Foto                                                     |
| --------------- | -------------------------------------------------------- | ----------------------- | ------------ | -------------------------------------------------------- |
| Parus ater      | Mallerenga petita, xinxarrella                           | Euràsia i nord d'Àfrica | L: 13,5 - 15 | Mallerenga petita, xinxarrella                           |
| Parus caeruleus | Mallerenga blava, ferreret, ferrerolet                   | Euràsia                 | L: 10,5 - 12 | Mallerenga blava, ferreret, ferrerolet                   |
| Parus cristatus | Mallerenga emplomallada, capellanet, ferrerico de capell | Euràsia                 | L: 10,5 - 12 | Mallerenga emplomallada, capellanet, ferrerico de capell |
| Parus major     | Mallerenga carbonera o primavera, ferrerico              | Euràsia i nord d'Àfrica | L: 13,5 - 15 | Mallerenga carbonera o primavera, ferrerico              |
| Parus palustris | Mallerenga d'aigua                                       | Euràsia                 | L: 11,5 - 13 | Mallerenga d'aigua                                       |

### Sittidae
| Espècie        | Nom comú                      | Distribució | Mesures      | Foto                          |
| -------------- | ----------------------------- | ----------- | ------------ | ----------------------------- |
| Sitta europaea | Pica-soques blau, puja-soques | Euràsia     | L: 12 - 14,5 | Pica-soques blau, puja-soques |

### Tichodromidae
| Espècie            | Nom comú                        | Distribució | Mesures      | Foto                            |
| ------------------ | ------------------------------- | ----------- | ------------ | ------------------------------- |
| Tichodroma muraria | Pela-roques, gabeador, totestiu | Euràsia     | L: 15,5 - 17 | Pela-roques, gabeador, totestiu |

### Certhiidae
| Espècie               | Nom comú                     | Distribució                           | Mesures      | Foto                         |
| --------------------- | ---------------------------- | ------------------------------------- | ------------ | ---------------------------- |
| Certhia familiaris    | Raspinell pirinenc           | Euràsia                               | L: 12,5 - 14 | Raspinell pirinenc           |
| Certhia brachydactyla | Raspinell comú o pica-soques | Europa i reste de l'àrea mediterrània | L: 12 - 13,5 | Raspinell comú o pica-soques |

### Remizidae
| Espècie          | Nom comú | Distribució | Mesures      | Foto     |
| ---------------- | -------- | ----------- | ------------ | -------- |
| Remiz pendulinus | Teixidor | Euràsia     | L: 10 - 11,5 | Teixidor |

### Oriolidae
| Espècie         | Nom comú            | Distribució             | Mesures    | Foto                |
| --------------- | ------------------- | ----------------------- | ---------- | ------------------- |
| Oriolus oriolus | Oriol, capsot menut | Euràsia i nord d'Àfrica | L: 22 - 25 | Oriol, capsot menut |

### Laniidae
| Espècie             | Nom comú                                                                   | Distribució             | Mesures | Foto                                                                       |
| ------------------- | -------------------------------------------------------------------------- | ----------------------- | ------- | -------------------------------------------------------------------------- |
| Lanius collurio     | Capsot d'esquena roja, capsigrany roig, escorxador                         | Àfrica i Euràsia        | L: 17   | Capsot d'esquena roja, capsigrany roig, escorxador                         |
| Lanius excubitor    | Botxí septentrional                                                        | Euràsia                 | L: 24   | Botxí septentrional                                                        |
| Lanius meridionalis | Botxí meridional                                                           | Àfrica i sud d'Europa   | L: 24   | Botxí meridional                                                           |
| Lanius minor        | Trenca                                                                     | Euràsia                 | L: 20   | Trenca                                                                     |
| Lanius senator      | Capsigrany, capser, capsot, botxí garser, gaig botxí, botxí garser vermell | Euràsia i nord d'Àfrica | L: 18   | Capsigrany, capser, capsot, botxí garser, gaig botxí, botxí garser vermell |

### Corvidae
| Espècie                 | Nom comú                 | Distribució                              | Mesures                 | Foto                     |
| ----------------------- | ------------------------ | ---------------------------------------- | ----------------------- | ------------------------ |
| Corvus corone           | Cornella, cornella negra | Europa                                   | L: 44 - 51 E: 84 - 100  | Cornella, cornella negra |
| Corvus corax            | Corb                     | Euràsia i Nord-amèrica                   | L: 54 - 67 E: 115 - 130 | Corb                     |
| Corvus monedula         | Gralla                   | Euràsia i nord d'Àfrica                  | L: 30 - 34 E: 64 - 7326 | Gralla                   |
| Corvus frugilegus       | Graula                   | Euràsia                                  | L: 41 - 49 E: 81 - 94   | Graula                   |
| Cyanopica cyanus        | Garsa blava              | Península Ibèrica i Extrem Orient (Àsia) | L: 34                   | Garsa blava              |
| Garrulus glandarius     | Gaig                     | Euràsia i nord d'Àfrica                  | L: 32 - 35 E: 54 - 58   | Gaig                     |
| Pica pica               | Garsa                    | Euràsia i nord d'Àfrica                  | L: 35                   | Garsa                    |
| Pyrrhocorax graculus    | Gralla de bec groc       | Euràsia i nord d'Àfrica                  | L: 36 - 39 E: 65 - 74   | Gralla de bec groc       |
| Pyrrhocorax pyrrhocorax | Gralla de bec vermell    | Euràsia i nord d'Àfrica                  | L: 37 - 41 E: 68 - 80   | Gralla de bec vermell    |

### Sturnidae
| Espècie          | Nom comú         | Distribució                                                         | Mesures | Foto             |
| ---------------- | ---------------- | ------------------------------------------------------------------- | ------- | ---------------- |
| Sturnus vulgaris | Estornell vulgar | Euràsia, introduït en Nord-amèrica, Sud-àfrica i Oceania            | L: 21   | Estornell vulgar |
| Sturnus unicolor | Estornell negre  | Península Ibèrica, nord d'Àfrica i illes del Mediterrani occidental | L: 21   | Estornell negre  |

### Estrildidae
| Espècie           | Nom comú                | Distribució | Mesures | Foto                    |
| ----------------- | ----------------------- | ----------- | ------- | ----------------------- |
| Amandava amandava | Múnia roig              | Àsia        | L: 10   | Múnia roig              |
| Estrilda astrild  | Bec de corall senegalès | Àsia        | L: 11   | Bec de corall senegalès |

### Emberizidae
| Espècie               | Nom comú                                           | Distribució             | Mesures | Foto                                               |
| --------------------- | -------------------------------------------------- | ----------------------- | ------- | -------------------------------------------------- |
| Emberiza cia          | Sit negre, hortolà negre, hortolà cellard, cip cip | Euràsia i nord d'Àfrica | L: 16   | Sit negre, hortolà negre, hortolà cellard, cip cip |
| Emberiza cirlus       | Gratapalles                                        | Àrea mediterrània       | L: 16   | Gratapalles                                        |
| Emberiza citrinella   | Verderola, hortolà groc                            | Euràsia                 | L: 16   | Verderola, hortolà groc                            |
| Emberiza hortulana    | Hortolà                                            | Àfrica i Euràsia        | L: 16   | Hortolà                                            |
| Emberiza schoeniclus  | Repicatalons, hortolà de canyar                    | Euràsia i nord d'Àfrica | L: 15   | Repicatalons, hortolà de canyar                    |
| Miliaria calandra     | Cruixidell                                         | Euràsia i nord d'Àfrica | L: 18   | Cruixidell                                         |
| Plectrophenax nivalis | Sit blanc                                          | Euràsia i Nord-amèrica  | L: 17   | Sit blanc                                          |

### Fringillidae
| Espècie                       | Nom comú                                     | Distribució                | Mesures | Foto                                         |
| ----------------------------- | -------------------------------------------- | -------------------------- | ------- | -------------------------------------------- |
| Carduelis cannabina           | Passerell comú o roig                        | Euràsia i nord d'Àfrica    | L: 13   | Passerell comú o roig                        |
| Carduelis carduelis           | Cadernera                                    | Euràsia i nord d'Àfrica    | L: 12   | Cadernera                                    |
| Carduelis chloris             | Verderol comú, verdum                        | Euràsia i nord d'Àfrica    | L: 15   | Verderol comú, verdum                        |
| Carduelis spinus              | Lluer, lluonet                               | Euràsia i nord d'Àfrica    | L: 12   | Lluer, lluonet                               |
| Coccothraustes coccothraustes | Durbec                                       | Euràsia i nord d'Àfrica    | L: 18   | Durbec                                       |
| Fringilla coelebs             | Pinsà comú, pinsà o pardal d'ala blanca      | Euràsia i nord d'Àfrica    | L: 15   | Pinsà comú, pinsà o pardal d'ala blanca      |
| Fringilla montifringilla      | Pinsà mec o mè                               | Euràsia i nord d'Àfrica    | L: 15   | Pinsà mec o mè                               |
| Loxia curvirostra             | Trencapinyes comú, picapinyes, trencapinyons | Euràsia i nord d'Àfrica    | L: 16   | Trencapinyes comú, picapinyes, trencapinyons |
| Pyrrhula pyrrhula             | Pinsà borroner, bec-tort                     | Euràsia                    | L: 16   | Pinsà borroner, bec-tort                     |
| Rhodopechys githaginea        |                                              | Àfrica i àrea mediterrània | L: 12   |                                              |
| Carduelis citrinella          | Llucareta, verderolet                        | Europa                     | L: 12   | Llucareta, verderolet                        |
| Serinus serinus               | Gafarró                                      | Euràsia i nord d'Àfrica    | L: 11   | Gafarró                                      |

### Passeridae
| Espècie                | Nom comú                                                    | Distribució                                                      | Mesures | Foto                                          |
| ---------------------- | ----------------------------------------------------------- | ---------------------------------------------------------------- | ------- | --------------------------------------------- |
| Passer domesticus      | Pardal comú, teuladí, gorrió teulader                       | Euràsia i nord d'Àfrica, introduït al sud i en altres continents | L: 15   | Pardal comú, teuladí, gorrió teulader         |
| Passer hispaniolensis  | Pardal de passa                                             | Àfrica i àrea mediterrània                                       | L: 15   | Pardal de passa                               |
| Passer montanus        | Pardal xarrec, gorrió barraquer                             | Euràsia                                                          | L: 13   | Pardal xarrec, gorrió barraquer               |
| Montifringilla nivalis | Pardal o gorrió d'ala blanca, teuladí torredà               | Euràsia                                                          | L: 18   | Pardal o gorrió d'ala blanca, teuladí torredà |
| Petronia petronia      | Pardal roquer o torrogà, gorrió berberisc o roquer, teuladí | Euràsia i nord d'Àfrica                                          | L: 16   | Pardal roquer o torrogà                       |

## Psittaciformes

### Psittacidae
| Espècie             | Nom comú                                               | Distribució   | Mesures               | Foto                                                   |
| ------------------- | ------------------------------------------------------ | ------------- | --------------------- | ------------------------------------------------------ |
| Myiopsitta monachus | Cotorreta de pit gris, cotorra argentina o de cap gris | Sud-àmèrica   | L: 28 - 30 E: 31 - 34 | Cotorreta de pit gris, cotorra argentina o de cap gris |
| Psittacula krameri  | Cotorra de Kramer                                      | Àfrica i Àsia | L: 38 - 42 E: 42 - 48 | Cotorra de Kramer                                      |